# Lise Jaques
Lise Jaques (Leuven, 10 september 1998) is een Belgisch badmintonspeelster. 

## Levensloop
Jaques werd op zevenjarige leeftijd actief in het badminton bij Blauwput. Later maakte ze de overstap naar De Dijlevalle BC en vervolgens W&L. Ze liep school aan de Topsportschool te Antwerpen. Bij de junioren werd ze meerdere malen Belgisch kampioen in enkel, dubbel en gemengd.
Later behaalde ze in totaal dertien Belgische titels, waarvan zeven in de 'dames dubbel' en zes in het gemengd dubbel. In het 'dames dubbel' werd ze zesmaal Belgische kampioene in duo met Flore Vandenhoucke (2017-2022) en eenmaal met Lien Lammertyn (2023). In het gemengd dubbel behaalde ze er drie eindoverwinningen met Jona Van Nieuwekerke (2020-2022) en telkens een met Elias Bracké (2017), Patrick Szymoniak (2019) en Senne Houthoofd (2023).
Samen met Van Nieuwkerke won ze in 2017 de 'Algerian International' in de 'gemengd dubbel' en met Vandenhoucke won ze reeds drie internationale tornooien in de 'dames dubbel'. Ook nam Jaques samen met Vandenhoucke in 2019 deel aan de Europese Spelen te Minsk.

## Palmares

### BWF International Challenge/-Series/Future Series
Dames dubbel
| Jaar | Toernooi                  | Partner            | Tegenstander                      | Score        | Resultaat |
| ---- | ------------------------- | ------------------ | --------------------------------- | ------------ | --------- |
| 2017 | Welsh International       | Flore Vandenhoucke | Kornelia Marczak Magdalena Witek  | 21-10, 21-15 | Goud      |
| 2017 | Bulgarian International   | Flore Vandenhoucke | Theresea Isenberg Brid Stepper    | 21-10, 21-10 | Goud      |
| 2019 | BABB German International | Flore Vandenhoucke | Leona Michalski Thuc Puong Nguyen | 22-20, 21-14 | Goud      |

Dubbel gemengd
| Jaar | Toernooi                      | Partner             | Tegenstander                  | Score        | Resultaat |
| ---- | ----------------------------- | ------------------- | ----------------------------- | ------------ | --------- |
| 2019 | Algerian International Series | Jona Van Nieuwkerke | Adham Hatem Elgamal Doha Hany | 21-12, 22-20 | Goud      |